# The Third and the Mortal
A The Third and the Mortal (The 3rd and the Mortal) norvég experimental metal zenekar volt. 1990-ben alakultak Trondheim városában Nightfall néven, ezen a néven melodikus death metalt játszottak. 1992-ben The Third and the Mortal-ra változtatták a nevüket. Ezen a néven eleinte doom metalt játszottak, majd áttértek az experimental metal műfajára. Zenéjükben többféle stílus keveredik, a jazztől egészen az ambientig. A zenekar 2009-ben feloszlott.

## Tagok
Utolsó felállás
- Rune Hoemsnes – dob, ütős hangszerek, elektronikus hangszerek (1990–2009)
- Trond Engum – elektromos és akusztikus gitár (1990–2009)
- Geir Nilsen – elektromos, akusztikus és basszusgitár, billentyűk, zongora (1990–2002, 2003–2009)
- Finn Olav Holthe – elektromos és akusztikus gitár, billentyűk (1992–2009)
- Frank Stavem – basszusgitár (2002–2009)
- Andreas Elvenes – ének (2002–2009)

## Korábbi tagok
- Terje Buaas – ének (1990–1992)
- Jarle Dretvik – basszusgitár (1992–1994)
- Kari Rueslåtten – ének, szintetizátor (1992–1995)
- Ann-Mari Edvardsen – ének, billentyűk (1995–1997)
- Bernt Rundberget – basszusgitár (1994–1998)
- Sander S. Olsen – billentyűk (2002–2003)
- Kirsti Huke – ének (2002–2005)

## Diszkográfia
- Tears Laid in Earth (1994)
- Painting on Glass (1996)
- In This Room (1997)
- Memoirs (2002)

## Egyéb kiadványok
Kislemezek
- "Stream" (1996)

EP-k
- Sorrow (1994)
- Nightswan (1995)

Demók
- Nightfall (1991)
- The 3rd and the Mortal (1993)

Válogatáslemezek
- EP's and Rarities (2004)
- Project Bluebook: Decade of Endeavour (2005)

Közreműködések
- "All Sewn Up - A Tribute to Patrik Fitzgerald" (2009) - The 3rd and the Mortal feat. Attila the Stockbroker: "Paranoid Ward/All My Friends Are Dead"